# Claude Cohen-Tannoudji
Claude Cohen-Tannoudji (n. 1 aprilie 1933, Constantina, Franța) este un fizician francez, laureat al Premiului Nobel pentru Fizică în 1997 împreună cu Steven Chu și William Phillips pentru dezvoltarea metodelor de răcire și captare a atomilor cu ajutorul laserilor.

## Date biografice
Cohen Tannoudji s-a născut în 1933 la Constantine, pe atunci Algeria franceză, ca fiu al lui Abraham Cohen-Tanoudji si Sarah, născută Sebbah, evrei sefarzi, originari din Peninsula Iberică și apoi Tanger, și care s-au stabilit mai întâi în Tunisia, și apoi în Algeria. Numele Cohen evocă pe strămoșii preoți din Israelul antic, iar Tannoudji înseamnă „din Tanger”.
După terminarea studiilor secondare la Alger in 1953, Cohen-Tannoudji a plecat la Paris și a studiat la École Normale Supérieure. Printre profesorii săi s-au numărat Henri Cartan, Laurent Schwartz și Alfred Kastler. Studiile i-au fost intrerupte de încorporarea în armată, când a servit vreme de 28 luni, mai mult decât de obicei din cauza Războiului in Algeria.În 1960 si-a reluat studiile de doctorat, pe care l-a încheiat în 1962 sub îndrumarea lui Alfred Kastler și a lui Jean Brossel.
După examenul de agregare din 1957, Cohen-Tannoudji a lucrat la École Normale Supérieure. Ulterior a fost numit profesor titular la catedra de fizică atomicǎ la College de France.

### Viața privată
În 1958 Cohen-Tannoudji s-a căsătorit cu Jacqueline Veyrat, profesoara de liceu, cu care are trei copii.

## Premii și onoruri
- 1996 Medalia de aur a CNRS
- 1997 - Premiul Nobel pentru fizică